# Ctenucha mortia
Ctenucha mortia är en fjärilsart som beskrevs av William Schaus 1901. Ctenucha mortia ingår i släktet Ctenucha och familjen björnspinnare. Inga underarter finns listade i Catalogue of Life.